# Рид, Гордон
Гордон Рид (англ. Gordon Reid, родился 4 марта 1987 года в Эрвине) — шотландский регбист, выступавший на позиции пропа. Известен как игрок клубов «Лондон Айриш», «Глазго Уорриорз» и «Эршир Буллз», а также сборной Шотландии.

## Игровая карьера

### Клубная
Рид начинал карьеру за любительский клуб «Эршир Буллс», в канун сезона 2011/2012 после убедительного выступления в дивизионе Премьер 1 присоединился к команде «Глазго Уорриорз». Дебют состоялся 5 марта 2011 года в игре Про14 против «Оспрейз». За клуб всего сыграл 113 матчей, набрав 35 очков. Покинул клуб после сезона 2016/2017 по истечении контракта, подписав 1 июня 2017 года соглашение с клубом «Лондон Айриш» из Английской Премьер-Лиги.
В канун сезона 2019/2020 Рид объявил о переходе в клуб «Эршир Буллз» из шотландской франшизы Супер 6. 29 ноября 2019 года он договорился о параллельном заключении соглашения с «Глазго Уорриорз» как часть партнёрского контракта турниров Про14 и Супер 6, обязываясь тем самым выступать за обе команды. 11 марта 2020 года его выкупил клуб «Нортгемптон Сэйнтс», тренер по схваткам которого Мэтт Фергюсон назвал приобретение Рида приоритетным, однако в июне 2020 года он ушёл из клуба из-за невозможности выступать в связи с пандемией COVID-19.
В ноябре 2021 года Рид заключил краткосрочный контракт с клубом «Уоспс», сыграв один матч в Премьер-Лиге против «Глостера» и два в Кубке Премьер-Лиги против «Ньюкасл Фэлконс» и «Лестер Тайгерс». В том же году он перешёл в клуб «Марр», занеся в дебютном матче 4 сентября 2021 года попытку.
27 января 2022 года Рид объявил о завершении профессиональной карьеры регбиста — по его словам, последний матч за «Уоспс» он отыграл в память о своём отце, умершем в марте 2020 года.

### Карьера в сборной
Рид выступал за сборные клубов Шотландии и за вторую команду. 24 ноября 2012 года он был включён в заявку на матч сборной Шотландии против Тонги, но не вышел на поле. Дебютный матч Рида состоялся 7 июня 2014 года против США в Хьюстоне во время турне шотландской сборной, а позже он попал в заявку сборной Шотландии на чемпионат мира 2015 года. 11 марта 2017 года в матче Кубка шести наций против Англии (розыгрыш Кубка Калькутты) он занёс первую и единственную попытку за сборную. Выступал на чемпионате мира 2019 года в Японии, последний матч за сборную провёл 13 октября того же года против Японии в Йокогаме, который шотландцы проиграли, оставшись без плей-офф.

## Личная жизнь
Жена — Марисса, дочери — Эмерсон и Роуд.
24 ноября 2019 года Рид попал на первые полосы изданий: он спас своего соседа, у которого в доме случился пожар.